# VfR Frankenthal
Maillots
Le VfR Frankenthal est un club allemand de football localisé à Frankenthal en Rhénanie-Palatinat.

## Repères historiques
- 1900 – 22/06/1900, fondation du FUSSBALL CLUB FRANKENTHAL. Le club prit après le nom de VEREIN für BALSPIEL (VfB) FRANKENTHAL.
- 1902 – fusion du VEREIN für BALSPIEL (VfB) FRANKENTHAL avec le 'FUSSBALL VEREIN PALATIA 1902 pour former le VEREIN für RASENSPIEL FRANKENTHAL.
- 1937 - fusion du FUSSBALL VEREIN 1900/02 FRANKENTHAL avec le FUSSBALL VEREIN KICKERS 1904 pour former le FUSSBALL VEREIN 1900/02 FRANKENTHAL

## Histoire
Le club fut créé en juin 1900 sous le nom de FC Frankenthal. Il changea son nom après en VfB Frankenthal. En 1902, il fusionna avec le FV Palati 1904 pour former le FV 1900/02 Frankenthal.
En 1937, le club fusionna avec le FV Kickers 1904 Frankenthal pour former le VfR Frankenthal.
Précédemment tous ces clubs étaient restés dans l’anonymat des séries régionales inférieures.
Le club connut sa première de gloire, à la fin de la saison 1938-1939, en accédant à la Gauliga Südwest-Main/Hessen (une des seize ligues créées sur l’exigence des Nazis dès leur arrivée au pouvoir en 1933). Le club y évolua deux saisons puis cette ligue fut scindée en deux gauligen. Le VfR Frankenthal fut versée dans la Gauliga Westmark. Lors du dernier exercice complet (1943-1944), le club se classa 3e.
En 1945, tous les clubs et associations allemands furent dissous par les Alliés. Le VfR Frankenthal fut rapidement reconstitué.
En 1951, le cercle accéda à l’Oberliga Südwest. Mais il s’y fit remarquer négativement car malgré un sauvetage sportif assuré (13e place), il fut relégué pour "faits de corruption" (le match contre le VfR Kaiserslautern de la saison précédente avait été acheté). Cette relégation forcée fit le bonheur d’Hassia Bingen, 3e en 2. Oberliga Südwest, qui fut promu.
Le VfR Frankenthal remonta en Oberliga 1953 et y resta jusqu’au terme de la saison 1960-1961, décrochant comme meilleur résultat, la 3e place derrière le 1. FC Kaiserslautern et le 1. FC Saarbrücken en 1956-1957. Cette saison-là, il manqua deux points au VfR pour accéder au tour final national.
Le club joua encore en Oberliga lors de sa dernière saison, en 1962-1963, avant sa dissolution lors de la création de la Bundesliga.
Le VfR Frankenthal fut ensuite reversé en Regionalliga Südwest. Il y resta en milieu de tableau jusqu’en 1968 où il évita la relégation de peu. Par contre, à la fin de la saison 1968-1969, il descendit. Il remonta douze mois plus tard et rejoua deux saisons avant d’être à nouveau relégué.
Le club resta par la suite dans les séries régionales inférieures.